# 費爾芒特 (喬治亞州)
費爾芒特（英語：Fairmount）是一個位於美國喬治亞州戈登縣的城市。

## 地理
費爾芒特的座標為34°26′19″N 84°41′58″W / 34.43861°N 84.69944°W，而該地的平均海拔高度為227米（即745英尺）。

## 人口
根據2010年美國人口普查的數據，費爾芒特的面積為4.60平方千米，當中陸地面積為4.60平方千米，而水域面積為0.00平方千米。當地共有人口720人，而人口密度為每平方千米156.52人。